# Плита Маоке

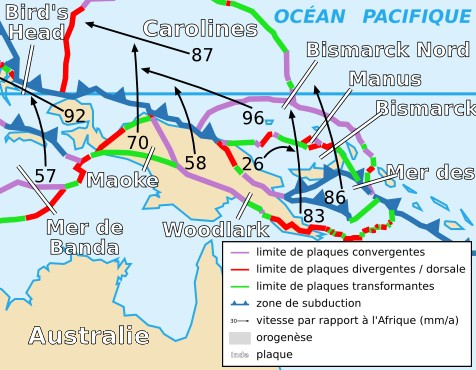
Карта расположения плиты Маоке

Плита Маоке — тектоническая микроплита. Площадь составляет 0,00284 стерадиан. Обычно ассоциируется с Австралийской плитой.
Расположена в западной части Новой Гвинеи. Фундамент гор Маоке и Судирманского хребта — где расположена самая высокая гора острова Пунчак-Джая.
На востоке конвергентная граница отделяет её от плиты Вудларк, трансформный разлом на юге отделяет её от Австралийской плиты и на западе от Плиты Птичья голова.